# Michael Andersson (kolarz)
Lars Tomas Michael Andersson (ur. 4 marca 1967 w Höganäs) – szwedzki kolarz szosowy, wicemistrz świata.

## Kariera
Pierwszy sukces w karierze Michael Andersson osiągnął w 1990 roku, kiedy zdobył złoty medal w drużynowej jeździe na czas podczas mistrzostw krajów nordyckich. Na imprezach tego cyklu zwyciężał jeszcze trzykrotnie: w 1992 roku w tej samej konkurencji oraz indywidualnie w latach 1995 i 1996. Ponadto Andersson wygrał także szwedzki Postgirot Open w latach 1991, 1992 i 2000, hiszpański Cinturón a Mallorca w 1993 roku, Tour of China w 1996 roku oraz szwajcarski Berner Rundfahrt w 1997 roku. Największy sukces osiągnął w 1999 roku, kiedy zdobył srebrny medal w indywidualnej jeździe na czas na mistrzostwach świata w Weronie. W zawodach tych wyprzedził go jedynie Niemiec Jan Ullrich, a trzecie miejsce zajął Brytyjczyk Chris Boardman. W 1992 roku wystartował na igrzyskach olimpijskich w Barcelonie, gdzie zajął 67. miejsce w wyścigu ze startu wspólnego, a wspólnie z kolegami z reprezentacji nie ukończył drużynowej jazdy na czas. Na rozgrywanych cztery lata później igrzyskach w Atlancie nie ukończył zarówno indywidualnej jazdy na czas jak i wyścigu ze startu wspólnego. Wystąpił także na igrzyskach olimpijskich w Sydney w 2000 roku, zajmując 37. pozycję w jeździe indywidualnej na czas. Wielokrotnie zdobywał medale mistrzostw Szwecji, w tym szesnaście złotych. W 2001 roku zakończył karierę.